# Ian Copeland
Ian Adie Copeland (* 25. April 1949 in Damaskus, Syrien; † 23. Mai 2006 in Beverly Hills, USA) war ein US-amerikanischer Talentsucher, prominenter Musikagent und wichtiger Förderer der Punk- und New-Wave-Bewegung in den USA.

## Leben
Ian Copelands Vater war der ehemalige Glenn-Miller-Trompeter Miles Copeland junior aus Birmingham, Alabama, seine Mutter Lorraine Copeland Adie ist eine renommierte schottische Archäologin.
Ian war das zweitälteste von vier Geschwistern: Ians ältester Bruder, Miles Copeland III, ist der Musikproduzent und Gründer von I.R.S. Records, sein jüngerer Bruder – Stewart Copeland – ist der Gründer und Schlagzeuger von The Police, und Lorraine (Lennie) Copeland ist als Schriftstellerin/Filmproduzentin tätig.
Sein Vater war als Angehöriger des Office of Strategic Services in London stationiert. 1945 zog die Familie nach Washington, D.C. Miles Copeland jun. war als 'freier politischer Berater' im Nahen Osten tätig, während Mutter Copeland während des Zweiten Weltkriegs ebenfalls im militärischen Nachrichtendienst Special Operations Executive in tragender Rolle aktiv war.
1948 zogen die Copelands nach Damaskus, Ians Geburtsort, 1953 nach Kairo und Ende der 1950er-Jahre nach Beirut, wo sein Vater als Kulturattaché der USA tätig war. Hier verbrachten die Copeland-Geschwister ihre Jugend, lernten die arabische Sprache und Kultur kennen.
Kurz vor dem Umzug von Familie Copeland zurück nach England verpflichtete sich Ian mit 18 Jahren zur U.S. Army. Er nahm 1967 am Vietnam-Krieg teil und kehrte als mit dem Bronze Star ausgezeichneter Sergeant nach dem Ende seiner Dienstzeit in die USA zurück. Wie viele andere Kriegsveteranen war auch Ian Copeland in der Antikriegsbewegung der späten 1960er-Jahre aktiv.
1977 heiratete Ian Copeland Constance Walden aus Macon und hatte mit ihr zwei Töchter (Chandra and Barbara). Nach seiner Scheidung war er mit Marianne Faithfull und Courteney Cox liiert.
Seine erste Arbeitsstelle fand Ian um 1970 in der Konzertagentur seines Bruders Miles Axe Copeland in London, als Tourmanager von Wishbone Ash, später als Agent bei John Sherry Enterprises, wo er unter anderem der Average White Band zu einer breiteren Bekanntheit verhalf.
1977 zog Ian nach Macon, Georgia, um für die Paragon Agency zu arbeiten. Mit seinem Bruder Miles entwickelte er eine Marketing-Strategie, um die von Miles betreute britische Band Squeeze im nordamerikanischen Musikmarkt bekannt zu machen – ein Konzept, das sie später für weitere englische Musikbands erfolgreich anwandten, unter anderem für die beiden ersten USA-Tourneen von The Police und den Musikfilm Urgh! A Music War, mit mehrheitlich von I.R.S. Records betreuten Punk-, New-Wave-, Reggae- und Techno-Bands aus Europa und den USA.
Ian Copeland gründete 1979 zusammen mit Buck Williams in New York City Frontier Booking International (FBI), eine Talentschmiede, die hochkarätige New Wave Acts der 1980er-Jahre und Showstars betreute: Adam Ant, Joan Armatrading, The B-52’s, The Bangles, Buzzcocks, Courteney Cox, The Cure, Dead Kennedys, The English Beat, Go-Go’s, Iggy Pop, Joan Jett, Morrissey, Nine Inch Nails, The Police, Ramones, R.E.M., Sex Pistols, Simple Minds, Sting und XTC, als einige der bekanntesten.
Copeland war auch für den wachsenden Erfolg des Reggae in den USA mitverantwortlich, indem er Konzerte von UB40, Peter Tosh, Steel Pulse und Black Uhuru organisierte.
Mit der Umstrukturierung der beständig gewachsenen Agentur in eine separate Musikabteilung – InterTalent Agency – zog Ian Copeland 1992 nach Los Angeles.
Seine Autobiografie – Wild Thing: The Backstage, On the Road, In the Studio, Off the Charts Memoirs of Ian Copeland – veröffentlichte er 1995.
1997 eröffnete Ian Copeland das „Backstage Café“ (Bar und Restaurant) in Beverly Hills, das er bis zu seinem Krebs-Tod im Mai 2006 leitete.

## Filmografie
- 1981: Urgh! A Music War.... Creative Consultant
- 1998: VH1’s Behind the Music (TV-Serie, Folge R.E.M.).... Himself
- 2006: Everyone Stares: The Police Inside Out.... Himself[3][4]